# Philippe Gosselin
Pour les articles homonymes, voir Gosselin.
 (octobre 2020).
Si vous disposez d'ouvrages ou d'articles de référence ou si vous connaissez des sites web de qualité traitant du thème abordé ici, merci de compléter l'article en donnant les références utiles à sa vérifiabilité et en les liant à la section « Notes et références ».
Philippe Gosselin, né le 23 octobre 1966 à Carentan (Manche), est un homme politique français. 
Membre des Républicains, il est député de la première circonscription de la Manche depuis 2007, et vice-président de la commission des Lois à l'Assemblée nationale depuis 2017. Il est également membre de la délégation aux Outre-mer.
Il est membre de la Commission nationale de l'informatique et des libertés de 2008 à 2012 et depuis 2015. En 2017, il est élu juge à la Cour de justice de la République. 

## Biographie

### Jeunesse et études
Philippe Gosselin est élève de l'Institut Saint-Lô d'Agneaux. Titulaire d'un DEA de droit public, d'un DEA de finances publiques et fiscalité ainsi que d'un DEA de sciences administratives il est aussi diplômé de l'Institut d'études politiques de Paris (promotion 1992, section Service Public) et ancien auditeur de l'IHEDN (142e session, en 2000).

### Parcours militant
Il participe à la création, dans la Manche, du Mouvement des jeunes pour la liberté de l'enseignement après le projet de loi Savary en 1984. Il participe aux premières Journées mondiales de la jeunesse à Rome en 1986.
Il est secrétaire national du Collectif des étudiants libéraux de France (CELF) de 1987 à 1991[réf. nécessaire] et vice-président de European Democrat Students (EDS) de 1988 à 1990[réf. nécessaire].

### Parcours professionnel
Il est assistant en droit aux universités de Cergy-Pontoise et Paris II-Assas de 1992 à 1995[réf. nécessaire], puis chargé de cours de droit public en classe préparatoire (Ipesup) de 1995 à 2011[réf. nécessaire].
Depuis 2011, il est chargé de cours à l'Institut d'études politiques de Paris[réf. nécessaire].

### Carrière politique
Élu conseiller municipal de Remilly-sur-Lozon (Manche) à l'âge de 22 ans, il en devient maire à l'âge de 28 ans, en 1995.

#### Député de la Manche
Suppléant de Jean-Claude Lemoine à l'Assemblée nationale en 2002, il lui succède comme député de la première circonscription de la Manche en 2007.
Le 3 novembre 2007, il est élu président de la Fédération départementale de l'UMP, en remplacement de François Digard, démissionnaire.
Il est membre de la Commission Nationale de l'Informatique et des Libertés (CNIL) et membre de sa formation restreinte du 17 juin 2008 jusqu'en juin 2012. Il est de nouveau membre de la CNIL à partir de février 2015.
Candidat à sa réélection aux législatives de 2012, il l'emporte avec 52,53 % des voix face à la candidate PS Christine Le Coz.
Il est réélu député en juin 2017 au second tour avec 52,51 % des suffrages exprimés, face à Benoîte Nouet (LREM).
Il soutient Hervé Mariton pour la primaire de la droite et du centre en novembre 2016. Ce dernier n'étant pas qualifié, il apporte son soutien à Alain Juppé.
Il apporte son parrainage à Laurent Wauquiez dans le cadre de l'élection à la présidence des Républicains, qui a lieu lors du congrès des Républicains de 2017.
En juillet 2017, Mediapart avance que son cumul d'indemnités (comme 4 autres députés) en tant que parlementaire et membre de la CNIL est irrégulier selon l'interprétation du journal de l’article 4 de l’ordonnance no 58-1210 du 13 décembre 1958. La CNIL, n'étant pas de cet avis, saisit le secrétariat général du gouvernement, en vue d'obtenir un avis juridique sur l'interprétation de la loi organique en question. Le Premier ministre saisit alors le Conseil d'État. Ce dernier considère, dans son avis d’assemblée générale du 19 octobre 2017, que les indemnités pour participation aux travaux d’organismes extérieurs au Parlement ne sont pas interdites aux parlementaires, invalidant ainsi la version de Mediapart.
Il est réélu lors des élections législatives de 2022 avec 68,78 % des voix, face au candidat de la Nupes, Guillaume Hédouin.
Après la dissolution de l'Assemblée nationale le 9 juin 2024, il se représente aux législatives sous l’étiquette divers droite.

#### Mandats locaux et fonctions départementales
Philippe Gosselin est élu maire de Remilly-sur-Lozon (qui deviendra Remilly Les Marais) en 1995. Il est réélu en 2001, 2008 et 2014.
Il met fin à cette fonction après les élections législatives de 2017, conformément à la loi sur le non-cumul des mandats.
En 1995, il est élu vice-président de la communauté de communes du canton de Marigny (1995-2001). Il en devient président en 2001, jusqu'en 2014.
Il est vice-président de l'intercommunalité Saint-Lô Agglo de 2014 à 2017.
Depuis 2021, il est conseiller départemental de la Manche avec son binôme Adèle Hommet, élu dans le canton de Saint-Lô-1.

## Prises de position
Catholique pratiquant, il s'engage très activement sur de nombreux sujets de société[réf. nécessaire]. Il préside le collectif « Don de vie, Don de soi » qui milite en faveur du don de sang, de plaquettes et d'organes,. Il prend position contre l'euthanasie, déclarant : « Lever un interdit aussi grave que celui de tuer n'est pas acceptable ».  Il critique les expérimentations ABCD de l'égalité dans l'éducation nationale et s'oppose à l'enseignement de la « théorie du genre » à l'école. Il estime que l'ABCD de l'égalité s'inspire des théories de l'éducation neutre pratiquée en Suède, où, selon lui, l'homme et la femme ne seraient « même pas présentés comme complémentaires ». Il déclare cependant : « Sur le fond, nul ne conteste la nécessaire égalité hommes-femmes. [...] les gender studies peuvent être intéressantes ». 
En 2013, il est l'un des plus vifs opposants au « mariage pour tous » du gouvernement Hollande. 
En 2017, lors de l'examen du projet de loi organique rétablissant la confiance dans l'action publique, il propose de fusionner l’Indemnité représentative de frais de mandat (IRFM) avec l’indemnité de base des parlementaires, puis de fiscaliser l’ensemble, estimant que « c’est le régime de droit commun ».